# Coleopsis
Coleopsis – wymarły rodzaj chrząszczy z podrzędu Archostemata, obejmujący tylko jeden znany gatunek: Coleopsis archaica.
Gatunek i rodzaj zostały opisane w 2014 roku przez Aleksandra Kirejczuka, Markusa Poschmanna i André Nel na podstawie pojedynczego okazu odkrytego w formacji Meisenheim w niemieckim Grügelborn i datowanego na assel lub wczesny sakmar. Uznawany jest tym samym za najstarszego znanego przedstawiciela chrząszczy. Początkowo zaliczony został do rodziny Tshekardocoleidae, jednak w 2016 Kirejczuk i Nel przenieśli go do monotypowej rodziny Coleopsidae.
Chrząszcz ten miał dość wydłużone, grzbietowo i brzusznie przypłaszczone ciało o długości 7,8 mm, szerokości 2,8 mm i grubo rzeźbionym oskórku. Nieco szersza niż długa, prognatyczna głowa wyposażona była w owalne, wystające na boki oczy, wolną wargę górną, dość krótkie żuwaczki, głaszczki szczękowe o wydłużonych członach końcowych i poprzeczną bródkę. Przedplecze było długością zbliżone do przedpiersia i miało przypłaszczone i ku przodowi rozszerzone boki. Małą tarczkę charakteryzował trójkątny kształt z kanciastym wierzchołkiem. Episternity zatułowia stopniowo rozszerzały się ku przodowi, a metawentryt opatrzony było poprzecznym szwem. Pokrywy były szersze od przedtułowia, o umiarkowanie wyniesionych ramionach i wspólnie zaostrzonych wierzchołkach, do których prawie dochodziła żyłka subkostalna. Użyłkowanie pokryw cechowała m.in.: rozgałęziona w części odsiebnej na trzy żyłki żyłka radialna oraz zlana u nasady pokrywy z pierwszą żyłką analną tylna żyłka kubitalna. Odwłok miał 5 widocznych sternitów (wentrytów).